# Ritchie Valens
Richard Steven Valenzuela (13 tháng 5 năm 1941 - 3 tháng 2 năm 1959), còn được biết với tên Ritchie Valens, là ca sĩ, nhà soạn nhạc người Mỹ. Ông là tác giả của rất nhiều bài hit như Donna, Come on Let's go,.. đặc biệt là bài La Bamba được ông cải biên từ dân ca Tây Ban Nha. Ông qua đời ngày 3 tháng 3 năm 1959 trong vụ rơi máy bay cùng Buddy Holly, và The Big Bopper.
Cuộc đời của Ritchie Valens được dựng lại trong bộ phim La Bamba.